# انكتوف (آيت ادريس وادوازمر)
انكتوف هو دُوَّار يقع بجماعة إميلمايس، إقليم تارودانت، جهة سوس ماسة في المملكة المغربية. ينتمي الدوّار لمشيخة آيت ادريس وادوازمر التي تضم 15 دوار. يقدر عدد سكانه بـ 428 نسمة حسب الإحصاء الرسمي للسكان والسكنى لسنة 2004.

## روابط خارجية
- البوابة الوطنية للجماعات الترابية
- المندوبية السامية للتخطيط